# Петал (Міссісіпі)
Петал (англ. Petal) — місто (англ. city) в США, в окрузі Форрест штату Міссісіпі. Населення — 11 010 осіб (2020).

## Географія
Петал розташований за координатами 31°20′53″ пн. ш. 89°14′10″ зх. д. / 31.34806° пн. ш. 89.23611° зх. д. (31.348047, -89.236183).  За даними Бюро перепису населення США в 2010 році місто мало площу 44,41 км², з яких 43,68 км² — суходіл та 0,72 км² — водойми.

## Демографія
Згідно з переписом 2010 року, у місті мешкали 10 454 особи в 3918 домогосподарствах у складі 2867 родин. Густота населення становила 235 осіб/км².  Було 4261 помешкання (96/км²).
Расовий склад населення:
| - 86,1 % — білих - 9,9 % — чорних або афроамериканців - 0,7 % — азіатів - 0,2 % — корінних американців - 1,3 % — осіб інших рас |

До двох чи більше рас належало 1,7 %. Частка іспаномовних становила 3,5 % від усіх жителів.
За віковим діапазоном населення розподілялося таким чином: 26,9 % — особи молодші 18 років, 59,3 % — особи у віці 18—64 років, 13,8 % — особи у віці 65 років та старші. Медіана віку мешканця становила 35,8 року. На 100 осіб жіночої статі у місті припадало 90,3 чоловіків;  на 100 жінок у віці від 18 років та старших — 86,1 чоловіків також старших 18 років.
Середній дохід на одне домашнє господарство  становив 62 846 доларів США (медіана — 53 169), а середній дохід на одну сім'ю — 68 172 долари (медіана — 63 764). Медіана доходів становила 40 966 доларів для чоловіків та 34 085 доларів для жінок. За межею бідності перебувало 11,8 % осіб, у тому числі 14,1 % дітей у віці до 18 років та 12,4 % осіб у віці 65 років та старших.
Цивільне працевлаштоване населення становило 4750 осіб. Основні галузі зайнятості: освіта, охорона здоров'я та соціальна допомога — 31,2 %, роздрібна торгівля — 14,3 %, мистецтво, розваги та відпочинок — 9,1 %, науковці, спеціалісти, менеджери — 8,7 %.